# Расколотый
Расколотый (англ. Shattered) — канадский детективный юридический телесериал в жанре полицейская драма. Его съёмки проходили в 2008-2009 годах. Премьера телесериала состоялась на кабельном канале Showcase в 2010 году. Шоу не пользовалось большой популярностью и после первого же сезона было закрыто.

## Сюжет
Полицейский детектив Бен Салливан — жестокий человек, но при этом он очень умный. Расследованию убийств зачастую и мешает и помогает тот факт что он страдает раздвоением личности. Из-за этого он и его коллеги часто оказываются в опасности.

## Награды и номинации
| Year | Presenter     | Award                                                                | Work                | Result    |
| ---- | ------------- | -------------------------------------------------------------------- | ------------------- | --------- |
| 2011 | Gemini Awards | Best Direction in a Dramatic Series                                  | Shattered           | Номинация |
| 2011 | Gemini Awards | Best Performance by an Actor in a Continuing Leading Dramatic Role   | Callum Keith Rennie | Победа    |
| 2011 | Gemini Awards | Best Performance by an Actress in a Continuing Leading Dramatic Role | Camille Sullivan    | Номинация |